# Daiva Petrylaitė
Daiva Petrylaitė (*  23. August 1977 in Raseiniai) ist eine litauische Arbeitsrechtlerin und Verfassungsrichterin.

## Leben
Nach dem Abitur an der Mittelschule absolvierte Daiva Petrylaitė das Diplomstudium des Rechts an der Vilniaus universitetas in Vilnius und wurde Diplom-Juristin. 2005 promovierte sie im Arbeitsrecht. Danach arbeitete sie als Assistentin und Dozentin am Lehrstuhl des Arbeitsrechts.
Von 1999 bis 2001 war sie Oberspezialistin am Sozialministerium Litauens und von 2001 bis 2005 Oberberaterin in der Seimas-Kanzlei sowie von 2005 bis 2006 Leiterin der juridischen Unterabteilung am Innenministerium Litauens.
Ab 2000 lehrte sie als Professorin an der Vilniaus universitetas. Ab 2005 war sie Associate professor an der International Business School (International Business Machines Corporation). Seit 2017 ist sie Richterin bei Konstitucinis Teismas.

## Familie
Ihr Vater ist Vydmantas Petryla und ihre Mutter Regina Petrylienė.
Petrylaitė ist ledig.